# Zamarada torrida
Zamarada torrida är en fjärilsart som beskrevs av Fletcher 1974. Zamarada torrida ingår i släktet Zamarada och familjen mätare. Inga underarter finns listade i Catalogue of Life.